# Restauration (art)
Pour les articles homonymes, voir Restauration.

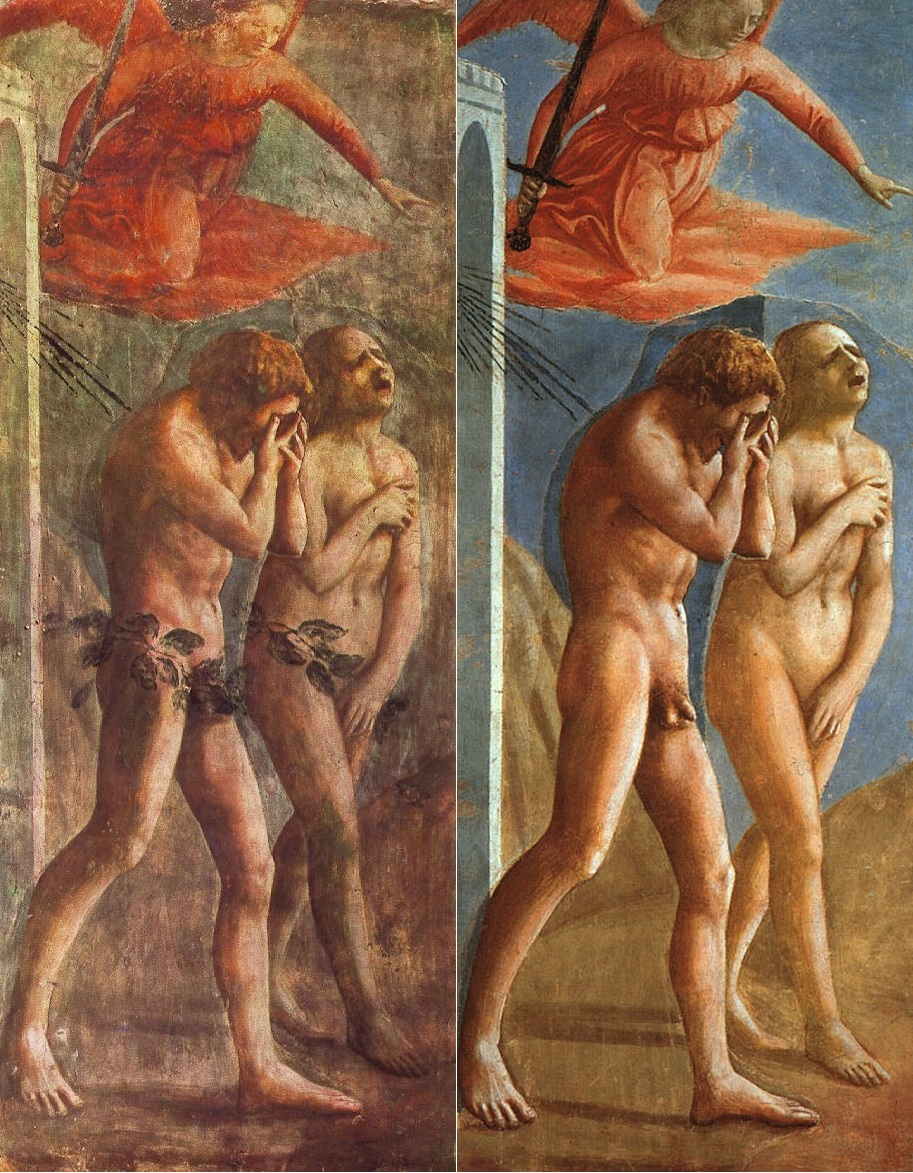
Détail d'une fresque de Masaccio à Florence, avant et après sa restauration (dont suppression de censures). Au niveau des couleurs et du contraste, certains historiens de l'art considèrent que la « conservation-restauration » amène une certaine dénaturation par rapport à l'original, d'autres au contraire pensent qu'elle permet de retrouver la fraîcheur initiale de la toile.

En art, la restauration est l'ensemble des interventions et traitements réalisés sur une œuvre ou un ouvrage d'art, dans l'objectif de le remettre en état (que ce soit un « état de présentation » ou un « état de marche »). Conçue comme un acte critique, la restauration se fait dans le respect de l'ensemble des valeurs du bien culturel dans l'objectif de sa transmission aux générations futures. Pour cela, le restaurateur doit se conformer à un code d'éthique particulier, que Paul Philippot (lors des cours internationaux de l'ICCROM qu'il a donné à Rome en 1971) a formulé en trois règles : stabilité, lisibilité et réversibilité.

## Débats sur les terminologies et définitions

### «Conservation-restauration» plutôt que «restauration»
Le concept de « conservation-restauration » est désormais privilégié par rapport à celui de « restauration » pour désigner une discipline destinée à l'examen matériel des biens culturels, et à la prise de mesures, directe ou indirecte, afin de freiner leur processus d'altération et améliorer leur lisibilité. Cette terminologie s'est imposée grâce au travail des membres du Conseil international des musées (ICOM) et du Conseil international des monuments et des sites (ICOMOS) durant la seconde moitié du XXe siècle, durant laquelle des principes méthodologiques et une terminologie commune se sont diffusés au niveau international. La distinction entre « conservation-restauration » et « restauration » permet d'éviter des raccourcis rapides, qui limiteraient le rôle de la conservation-restauration à un simple travail d'amélioration de la lisibilité d'un bien culturel (par un retrait de vernis, ou des retouches, par exemple).

### Définition de l'ICOM-CC
Depuis la résolution terminologique de l'ICOM-CC, lors de la XVe conférence triennale à New Delhi, en 2008, la conservation-restauration est définie comme étant : 

« l’ensemble des mesures et actions ayant pour objectif la sauvegarde du patrimoine culturel matériel, tout en garantissant son accessibilité aux générations présentes et futures. La conservation-restauration comprend la conservation préventive, la conservation curative et la restauration. Toutes ces mesures et actions doivent respecter la signification et les propriétés physiques des biens culturels. »

### Restauration et «faux historique» ou «faux artistique»
Le « faux historique » et le « faux artistique » sont des expressions qui ont été établies par Cesare Brandi dans sa Théorie de la restauration de 1963 qui lui permettent de dénoncer les interventions abusives qui se présentent comme des restaurations.
- Le « faux artistique » désigne « Toute intégration ou tout complément imitant les parties originales de l'objet d'une manière telle qu'on puisse penser qu'il n'y a pas eu de perte. »
- Le « faux historique » quant à lui désigne un « état qui résulte d'une prétendue restauration lorsqu'elle a fait disparaître l'état préexistant avec la prétention de remonter à un état antérieur[1]. »

Bien que la théorie de la restauration a évolué depuis cet ouvrage, le fond de son propos reste toujours d'actualité. Ségolène Bergeon Langle et Georges Brunel précisent que « C'est l'étendue de l'intervention et sa proportion par rapport à l'ensemble qui justifie ou non de parler de faux artistique » ou de faux historique. La charte de Venise de 1964 met ainsi en garde contre les interventions abusives de la part des restaurateurs. Ceux-ci ont un devoir moral, non pas envers l'objet matériel qui est inanimé (ne pouvant donc pas éprouver de peine ou de regret), mais envers la conscience universelle, qui est la propriétaire morale des biens culturels.
Réaliser une conservation-restauration sur un bien culturel, ce n'est pas rénover, réparer, restituer, reconstruire, reconstituer ou être un artiste. Le restaurateur ne restaure pas l'œuvre selon une interprétation ou un goût personnel (que ce soit le sien ou celui du maître d'ouvrage). C'est seulement après une analyse matérielle, historique et scientifique approfondie, réalisée en étroite collaboration avec une équipe pluridisciplinaire (restaurateurs, conservateurs, maîtres d'ouvrages, scientifiques, chimistes, historiens, historiens de l'art, technologues, etc.), qu'une restauration d'un bien culturel devrait idéalement être réalisée. Les interventions lourdes et invasives, telles que le retrait de couche picturale (un repeint de pudeur par exemple), ne se font que si les sources et les analyses approfondies peuvent affirmer catégoriquement qu'il ne s'agirait pas finalement d'autre chose (par exemple un repentir, d'une retouche, d'une réintégration ou d'une reprise de restauration), et que cela ne nuirait pas au respect de l'ensemble des valeurs de ce bien.

## Histoire de la théorie de la restauration
L'histoire de la conservation-restauration est jalonnée de positions théoriques, qui sont nées de débats qui remontent jusqu'au XVIIIe siècle animés par des penseurs importants.

### XVIIIesiècle
Johann Joachim Winckelmann, essayiste et antiquaire, est traditionnellement considéré comme le père de l’histoire de l’art et de l’archéologie en tant que disciplines modernes. Alors que le XVIIIe siècle français est marqué par une progressive professionnalisation des restaurateurs (Jean-Louis Hacquin, Marie-Jacob Godefroid, ou encore Robert Picault), rôle qui était auparavant attribué aux peintres du roi, il est l’un des premiers intellectuels à chercher à faire naître un débat théorique sur la pratique des restaurateurs et les principes éthiques qu’ils se devraient d’avoir par rapport aux œuvres. Dans la préface de son ouvrage principal, Histoire de l’Art de l'Antiquité (1764), il accuse ses contemporains d’avoir une idée fausse de l’art antique, du fait de leur incapacité à distinguer les parties antiques des restaurations modernes des œuvres. Il se montre très critique à l’égard des restaurations dont il est témoin, qui, selon lui, portent atteinte à la signification originelle des œuvres, et par conséquent à leur authenticité. L’écho de ses vindicatives est tel que le célèbre sculpteur Antonio Canova, aussi restaurateur, se fait l’un de ses disciples, et refuse de restaurer des sculptures du Parthénon.

### XIXesiècle
Prosper Mérimée est un écrivain, historien et archéologue français. Devenu inspecteur général des monuments historiques en 1834, il contribue à la restauration de nombreux monuments anciens (l'abbaye de Saint-Savin-sur-Gartempe, la cathédrale Notre-Dame de Sées, par exemple). Il se déplace dans toute la France afin d’évaluer l’état des monuments classés, et identifie rapidement ce qu'il considère comme le danger principal qui les menace : les réparateurs peuvent être aussi destructeurs que ceux qui détruisent volontairement, que ce soit des architectes ou des peintres. Pour lui, un restaurateur doit avoir des bases solides en histoire de l'art, et être capable de différencier les différents styles artistiques, ce qui l'amène à travailler avec des architectes comme Eugène Viollet-le-Duc, ou Émile Boeswillwald. Bien qu’il affirme qu’une restauration totale soit toujours une forme de destruction, son rôle d’inspecteur l’oblige à une position plus pragmatique : ne pas restaurer aurait été condamner certains monuments. Son grand combat est la lutte contre le vandalisme, résultat de l’ignorance ; pour cela il souligne l'importance de sensibiliser les locaux et les usagers quant au patrimoine qui les entoure (notamment dans le cas des églises).
Eugène Viollet-le-Duc est un architecte avec une affection particulière pour le Moyen Âge et motivé par la volonté de réparer les dommages causés par la Révolution. Issu d’un milieu aisé, les relations de sa famille avec Prosper Mérimée notamment, lui permettent d’obtenir dès 1840 le chantier de l’église abbatiale de Sainte-Marie-Madeleine de Vézelay. Sa méthode de restauration a fait débat car une grande part de ce qui est restauré est pure hypothèse, mais il a été reconnu véritable restaurateur après avoir gagné le concours de la restauration de Notre-Dame. Cela lui permet de promouvoir le gothique comme style d’architecture nationale français. Dans son Dictionnaire de l’architecture divisé en huit volumes publiés de 1854 à 1868, il donne sa vision de la restauration, qui consiste à compléter le bâtiment dans son style d’origine, en se mettant à la place des bâtisseurs de l’époque.
John Ruskin est un critique d’art et théoricien anglais, également impliqué dans la critique économique et sociale. Dans son ouvrage Les sept lampes de l’architecture (en) de 1849, il exprime l’idée qu’il faut prendre soin des monuments pour ne pas avoir à les restaurer. Il conseille de privilégier la conservation à la restauration qui constitue une agression contre les objets. Une sorte de vérité est selon lui attaché aux monuments des anciens, que la restauration viendrait dissimuler. S’il est contre la restauration, à l’époque où en parallèle se développent des lois sur la protection des monuments, il n’est pas pour autant pour laisser à l’abandon les édifices, il critique ce comportement qui se déroule à la même époque dans les provinces françaises.
Camillo Boito est un théoricien italien de l’architecture. Dès 1860, et pendant 48 ans, il s’est occupé de la chaire d’architecture de l’académie de Brera, formant ainsi de nombreux architectes. C’est une théorie philologique de la restauration qu’il propose, notamment dans Conserver ou restaurer, les dilemmes du patrimoine en 1893. Il compare les théories antagonistes de Viollet-le-Duc et de Ruskin pour en tirer sa propre théorie, plus modérée. Certaines des idées qu’il développe sont aujourd’hui encore des normes, comme privilégier la conservation à la restauration, la nécessité de laisser une restauration apparente, ou d’utiliser des matériaux et un style dissociables de ceux originaux.
Aloïs Riegl est un historien de l’art autrichien. Il publie en 1903 Le culte moderne des monuments, une partie du rapport sur la protection du patrimoine qu’il a rendu à la commission centrale des monuments historiques autrichienne un an plus tôt. Il est l’un des premiers théoriciens à exprimer avec clarté ce qui décide nos choix de restauration, et la manière dont les raisons de ces choix peuvent s’opposer. Selon lui, la conservation des monuments existe du fait de la valeur que nous leur donnons : la valeur d’ancienneté, qui est proportionnelle aux traces du temps que nous voyons dans un objet ; la valeur de remémoration, qui correspond à l’histoire que la société est en train d’écrire d’elle-même ; et la valeur artistique, qui est le jugement esthétique que l’on accorde à un monument. Suivant ces 3 axes axiologiques, la restauration différera forcément si la valeur artistique est mise en avant, et qu’elle demande à faire disparaître des traces du temps, c’est-à-dire partiellement la valeur historique, ou si c’est l’inverse que se fait. Cette construction axiologique de la restauration influence toute la pensée du XXe siècle, mettant en avant le fait que la signification d’un bien culturel est avant tout celle que nous choisissons de montrer grâce à la restauration.

### XXesiècle

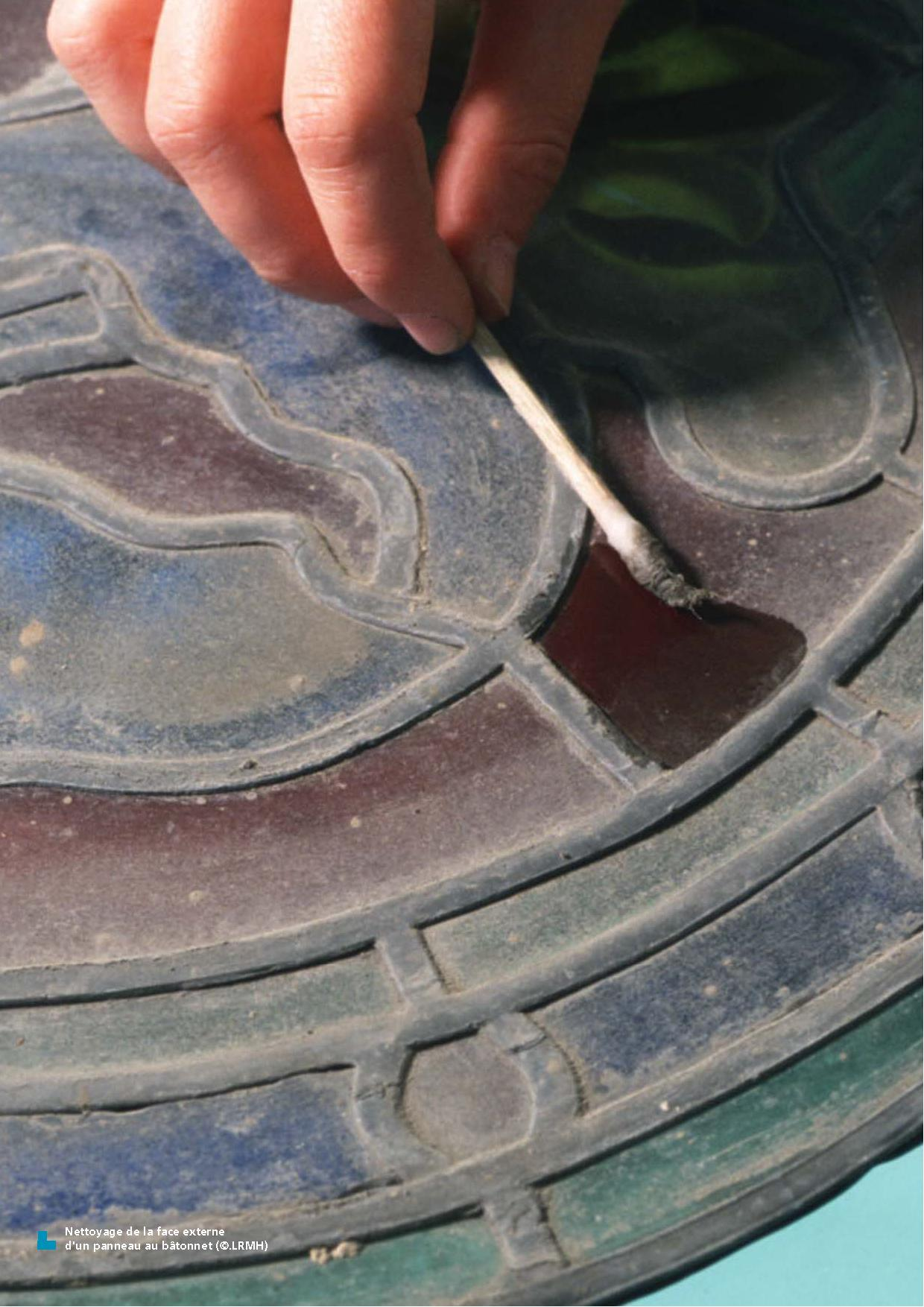
Restauration en cours de peintures sur verre, atelier Carlo Roccella.

Cesare Brandi est un historien et critique d’art italien, considéré comme le père de la restauration moderne. Il est inspecteur à l’académie d’Udine lorsqu'il est rappelé à Rome en 1938 pour créer l’Istituto centrale del restauro, qui ouvre ses portes en 1939. Il en sera le premier directeur, jusqu’en 1961. Il est l’auteur de La théorie de la restauration en 1963, qui est longtemps resté le texte de référence de la conservation-restauration. Il y expose la difficulté à respecter la signification historique d'une œuvre (dont on retrouve les traces dans ses altérations) et la signification esthétique de celle-ci (mise en danger par les altérations). Pour lui, le restaurateur doit faire le choix entre les deux. L'une des techniques qu'il a mises en pratique pour trouver un compromis est le tratteggio, qu’il développe à l’institut notamment pour la fresque de l’Église des érémitiques de Padoue.
Paul Philippot est fils et petit-fils de restaurateurs. Il est un ancien membre important de l’ICCROM, organisation intergouvernementale qui promeut la conservation du patrimoine, où il développe les programmes et les politiques de la nouvelle organisation. Il écrit la première page de l'introduction de la Charte de Venise (1964). Élève de Brandi, il s’en éloigne pourtant en insistant particulièrement sur l’apport que la restauration peut amener à l’histoire de l’art, et sur le rôle intellectuel du restaurateur : pour lui, la restauration est un acte critique, durant lequel on pense, et l'on fait des choix sur la signification de l'œuvre. Il insiste aussi sur le fait qu’il ne peut y avoir qu’une seule théorie de la restauration : il faut considérer chaque problème spécifique en lien avec l’objet auquel il se rapporte dans son ensemble, et le situer dans son contexte.
En 1964 a lieu à Venise le IIe Congrès international des architectes et des techniciens des monuments historiques. À cette occasion, une Charte dite de Venise est adoptée. Elle définit, sur le plan international, les grandes règles de la conservation et de la restauration du patrimoine monumental. Le thème de la restauration est particulièrement traité dans les articles 9 à 13 de cette charte. Le neuvième article indique qu’« elle a pour but de conserver et de révéler les valeurs esthétiques et historiques du monument et se fonde sur le respect de la substance ancienne et de documents authentiques. Elle s'arrête là où commence l'hypothèse. »
En 1984, au congrès triennal de l'ICOM-CC tenu à Copenhague, est adopté le premier texte international consensuel quant à la définition de la profession de conservateur-restaurateur.
Le 11 juin 1993, l'assemblée générale de la Confédération européenne des organisations de conservation-restauration (ECCO) en adopte la définition suivante : « elle consiste à intervenir directement sur des biens culturels endommagés ou détériorés dans le but d'en faciliter la lecture tout en respectant autant que possible leur intégrité esthétique, historique et physique ». Selon l'ECCO, la restauration se distingue ainsi de la « conservation » matérielle, qui est « préventive » lorsqu'elle agit « indirectement sur le bien culturel, afin d'en retarder la détérioration ou d'en prévenir les risques d'altération en créant les conditions optimales de préservation compatibles avec son usage social », ou « curative » lorsqu'elle intervient « directement » sur lui « dans le but d'en retarder l'altération ».

### XXIesiècle

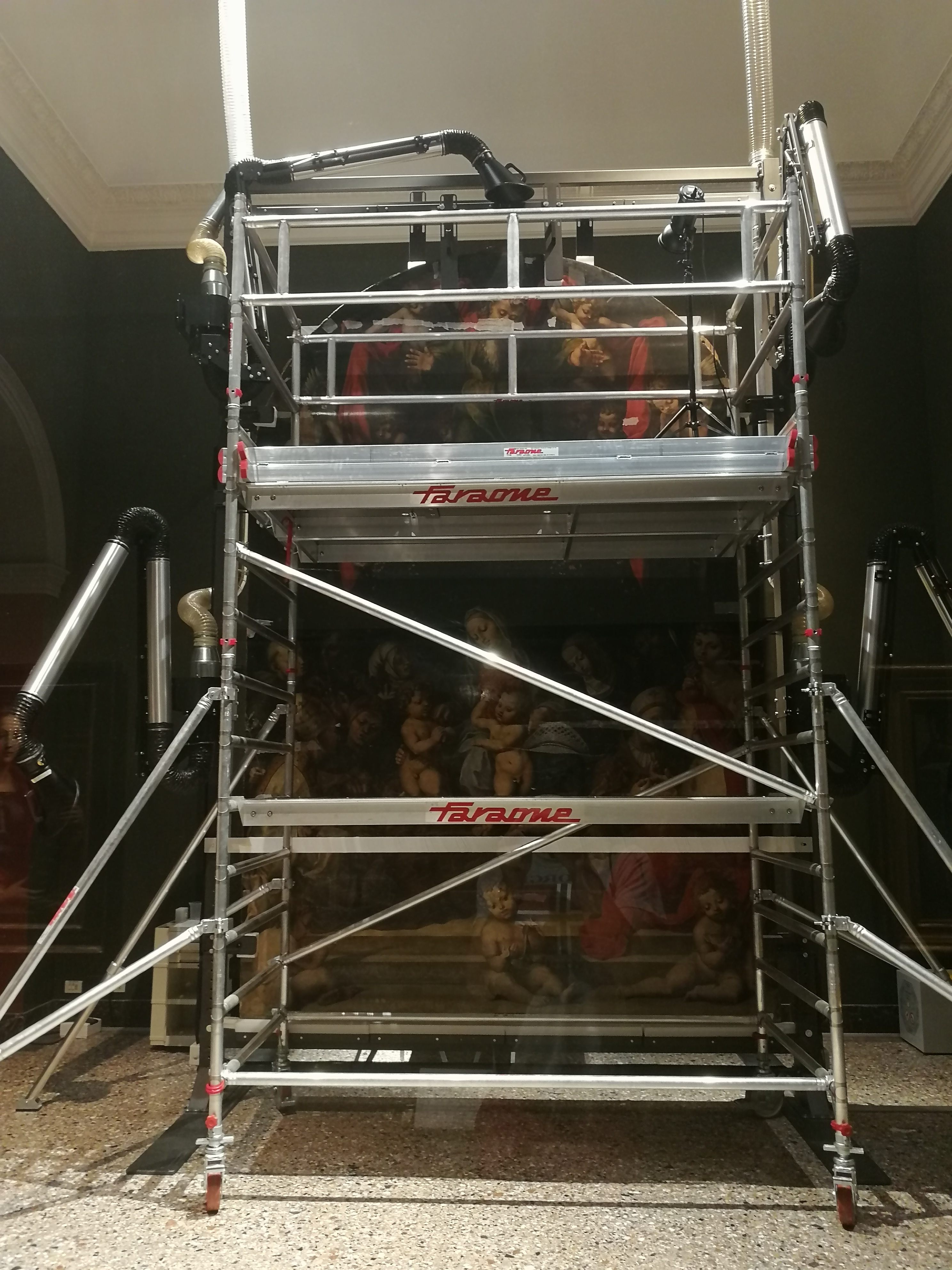
Restauration de peinture à la Pinacothèque de Brera

En 2010, au congrès de l'ICOM tenu à Shanghaï, dans sa résolution, l'assemblée générale reconnaît et soutient la clarification et la définition de la terminologie relative à la conservation, incluant « conservation préventive », « conservation curative » et « restauration » comme termes de référence caractérisant les différentes actions de conservation en faveur de la préservation du patrimoine culturel matériel, adoptés par ICOM-CC à l’occasion de la XVe Conférence triennale, à New Delhi, du 22 au 26 septembre 2008.

## Principes
Avant toute entreprise de restauration de tout ou partie d'un monument historique, il y a une étude archéologique du site. Comme pour l'archéologie classique, chaque modification, chaque élément d'une construction (sol, enduit, papier peint, mur, porte) est considéré comme une unité stratigraphique. La découverte par sondages, par exemple, de fresques médiévales dans une église (parfois recouvertes de plusieurs enduits accumulés au cours des siècles) fait appel à des techniques d'Archéologie du bâti. L'étude des œuvres et leur mise en perspective dans leur contexte (historique, religieux, artistique, etc.) nécessite de la part du restaurateur d'art des connaissances qui font de lui plus qu'un simple technicien.

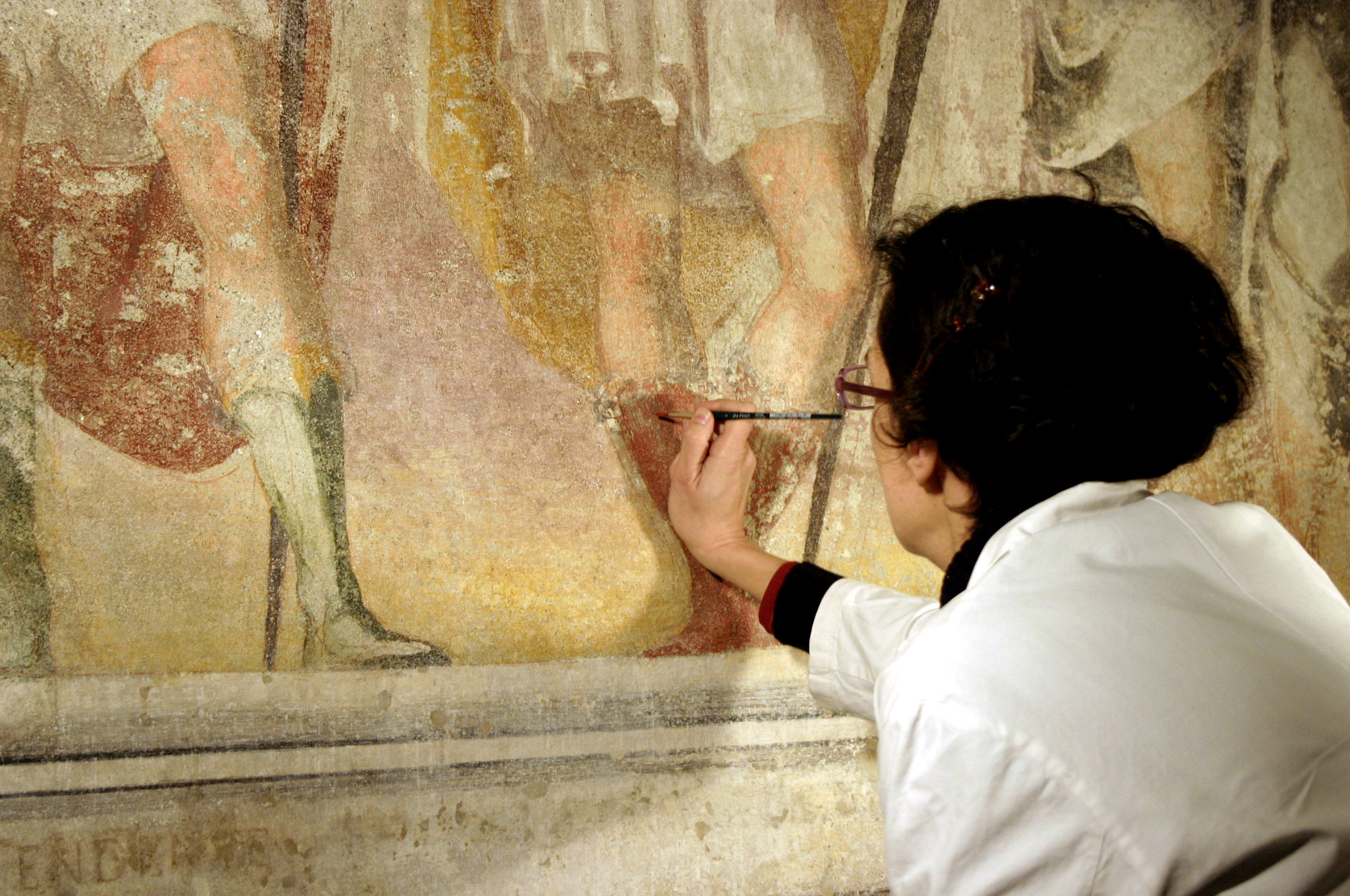
Restauratrice au travail.

La restauration contemporaine s'attache aux principes suivants :
- la lisibilité de la restauration exige que la partie restaurée puisse se distinguer de la partie originale, par la variation du rendu ou du matériau ;
- la réversibilité impose l'utilisation de techniques ou de matériaux qui puissent être éliminés dans le futur par une autre restauration. D'un point de vue chimique, la réversibilité signifie qu'une résine pourra être solubilisée dans le même solvant que celui qui a permis sa mise en œuvre. Si ce principe n'est pas respecté, des dégâts irréversibles peuvent être causés ;
- la compatibilité des produits de restauration avec les matériaux originaux, fait appel à une compréhension poussée de la chimie et de la physique des matériaux en présence ;
- la stabilité dans le temps des interventions et la stabilité physico-chimique des matériaux introduits sur l'objet, est indispensable pour la pérennité des œuvres restaurées ;
- le respect de la création originale interdit au restaurateur toute re-création d'un élément disparu sur lequel il ne dispose pas d'une documentation historique certaine. Ainsi, le tratteggio, mis au point par Cesare Brandi pour combler les lacunes en fresque, ne leur substitue qu'une texture neutre ne remplaçant pas le dessin original disparu.

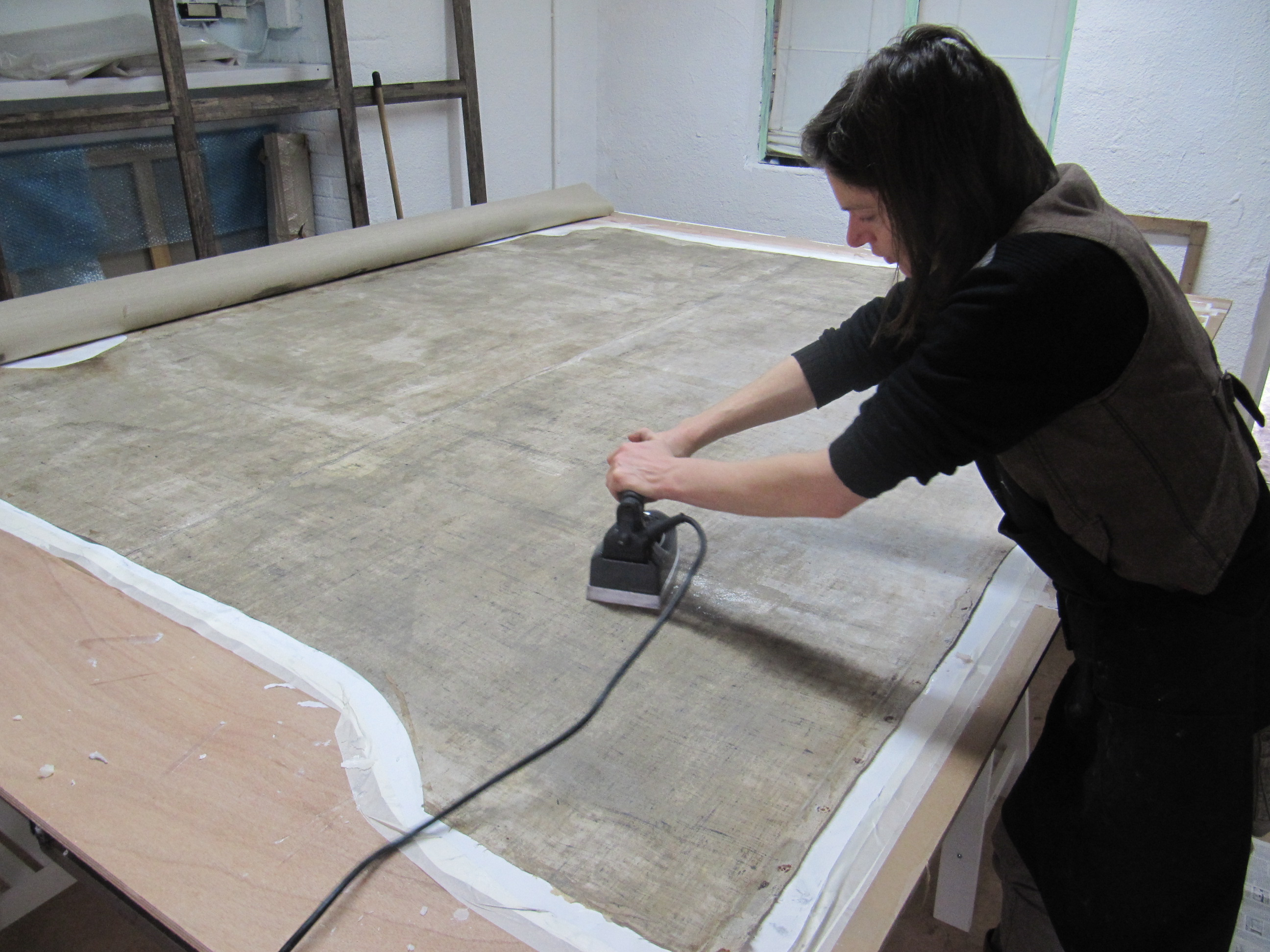
Rentoilage d'un tableau par l'atelier Roos Campman.

## Formations en France
Les formations initiales actuelles de restaurateurs agréées par l'État en France comportent une formation scientifique approfondie (chimie, physique des matériaux, biologie…) qui complète la formation en histoire de l'art, en plus d'une base solide de dessin et de pratique manuelle. Les restaurateurs continuent à se former tout au long de leur carrière en participant à des colloques ou à des cours de formation continue ainsi qu'en consultant des publications spécialisées.
L'importance historique et patrimoniale d'une intervention de restauration implique une planification minutieuse. Le type de restauration, son étendue et ses buts sont définis en amont après collecte et analyse d'une documentation historique.
Cet examen, usuellement mené par une équipe pluri-disciplinaire, peut amener aussi bien à conserver l'aspect dégradé de l'œuvre avec une simple consolidation, qu'à reconstituer l'intégrité des éléments.
En France, il existe quatre formations publiques qui sont accessibles sur concours et dont le diplôme d'État confère l'« habilitation Musées de France et Monuments historiques ». Cette habilitation est nécessaire pour pouvoir intervenir sur les collections publiques, notamment dans le cadre de la réponse à des appels d'offres. Ces formations sont celles de :
- l'Institut national du patrimoine, qui délivre un diplôme de « restaurateur du patrimoine », habilité au grade de master dans sept sections : Arts du feu (spécialité céramique et verre ou métal), Arts graphiques (spécialité Arts graphiques ou Livres), Mobilier, Peinture, Photographie, Sculpture, Textile ;
- l'école supérieure d'art d'Avignon, qui délivre un diplôme national d'arts plastiques mention conservation-restauration (reconnu au niveau III du Répertoire national des certifications professionnelles RNCP) et un diplôme national supérieur d'expression plastique (habilité au grade de Master II et reconnu niveau I du RNCP), mention conservation-restauration, sans spécialité ;
- l'école supérieure des beaux-arts de Tours, qui délivre un diplôme national d'arts plastiques et un diplôme national supérieur d'expression plastique, mention « conservation-restauration » dans la spécialité de restauration des sculptures ;
- l'université de Paris I Panthéon-Sorbonne, qui délivre un master de « conservation-restauration des biens culturels »[20] dans plusieurs spécialités dont : Peinture, Sculpture, Vitrail, Objets Archéologiques, Objets d'Art, Arts Graphiques (liste non exhaustive).

Pour travailler à la restauration de monuments historiques inscrits ou classés en tant qu'architecte, la formation est assurée par l'école de Chaillot, qui délivre le diplôme de spécialisation et d'approfondissement mention « architecture et patrimoine » conférant le titre d'Architecte du patrimoine. Le diplôme permet également l'accès au concours d'État d'architecte en chef des monuments historiques.
Les formations privées sont assurées notamment par :
- l'atelier-école de restauration d'œuvres picturales, qui délivre un titre d'« assistant en restauration d'œuvres picturales » (reconnu niveau III du RNCP) ;
- l'école de Condé, qui délivre un titre de « restaurateur-conservateur du patrimoine » (reconnu au niveau II du RNCP).

La partie réglementaire du code du patrimoine prévoit que les seuls restaurateurs à pouvoir intervenir sur les collections des musées de France sont ceux diplômés de second cycle de l'enseignement supérieur français, par formation initiale ou validation des acquis de l'expérience ou ceux qui ont obtenu reconnaissance de leur qualification par habilitation du ministère de la Culture.
Le Centre international d'études pour la conservation et la restauration des biens culturels de Rome, organisme intergouvernemental qui joue un rôle consultatif auprès de l'Unesco pour les questions du patrimoine mondial, délivre une formation à la restauration.

## Faussaires et restauration
Durant les années 1970-1980, d'importantes affaires en Europe mettent en évidence plusieurs personnalités liées au milieu de la restauration et des marchands d'art. Ainsi, les affaires Tom Keating, Eric Hebborn et Edgar Mrugalla plongèrent le marché de l'art dans l'embarras.

## Fictions ayant trait à la restauration
- Samuel Gance, La Chapelle des damnés, 2013[21]

#### Généralités historiques
- (fr) Dictionnaire raisonné de l’architecture française du XIe au XVIe siècle par Eugène Viollet-le-Duc (1856) sur Wikisource
- (fr) Conseils pour la restauration en 1849 par Eugène Viollet-le-Duc et Prosper Mérimée sur Wikisource Instructions pour la conservation, l’entretien et la restauration des édifices diocésains, et particulièrement des cathédrales. : Introduction.

#### Textes contemporains
- Jean-Pierre Babelon, Restauration et histoire, 13-16 octobre 1976 In Acte du colloque « Les restaurations françaises et la charte de Venise ».
- René Dinkel, L'Encyclopédie du patrimoine (Monuments historiques, Patrimoine bâti et naturel : Protection, restauration, réglementation. Doctrines : Techniques, Pratiques), Paris, Les Encyclopédies du patrimoine, septembre 1997, 1512 p. (ISBN 2-911200-00-4) Notices : Doctrine : pp. 663 à 669 et Restauration pp. 1125 à 1127.
- Association pour le respect de l'intégrité du patrimoine artistique (A.R.I.P.A.), Chronique d'un saccage : la restauration en question, éditions Ivrea, 1999  (ISBN 2-85184-271-4) Bulletins de l'A.R.I.P.A. no 1 à 19.
- (fr) Françoise Bercé, Des monuments historiques au patrimoine, du XVIIIe à nos jours, ou « Les égarements du cœur et de l’esprit », Paris, Flammarion, 2000.
- Théorie de la restauration. Visibilité de la restauration. Lisibilité de l’œuvre, Paris, École du patrimoine, 13–15 juin 2002
- Philippe Bromblet, « Guide sur les techniques de conservation de la pierre », sur Centre interdisciplinaire de conservation et de restauration du patrimoine, 2010
- Cesare Brandi, Théorie de la restauration, Allia, 2011.
- (fr) Ségolène Bergeon Langle, Georges Brunel, La Restauration des œuvres d’art, Vade-mecum en quelques mots, Paris, Hermann, 2014.
- Archéologie et restauration des monuments. Instaurer de véritables « études archéologiques préalables » sur persee.fr.

#### Rapports, textes réglementaires
- Techniques contemporaines utilisées dans les monuments historiques. « Techniques et matériaux contemporains utilisés pour la restauration des monuments historiques depuis 1980 » (TCMH) et recensant les techniques contemporaines utilisées, depuis vingt ans, dans les monuments historiques.
- [PDF] Circulaire no 2007/007 du 26 avril 2007 (Direction des musées de France) portant charte de déontologie des conservateurs du patrimoine et autres responsables scientifiques des musées de France, sur le site de l'ICOM
- M. Christian Kert, Député, « Rapport sur les techniques de restauration des œuvres d'art et la protection du patrimoine face aux attaques du vieillissement et des pollutions » , sur Assemblée nationale, 15 juin 2006 (consulté le 15 octobre 2022)